# الخطوط الجوية الكويتية

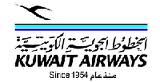
الشعار السابق للخطوط الجوية الكويتية

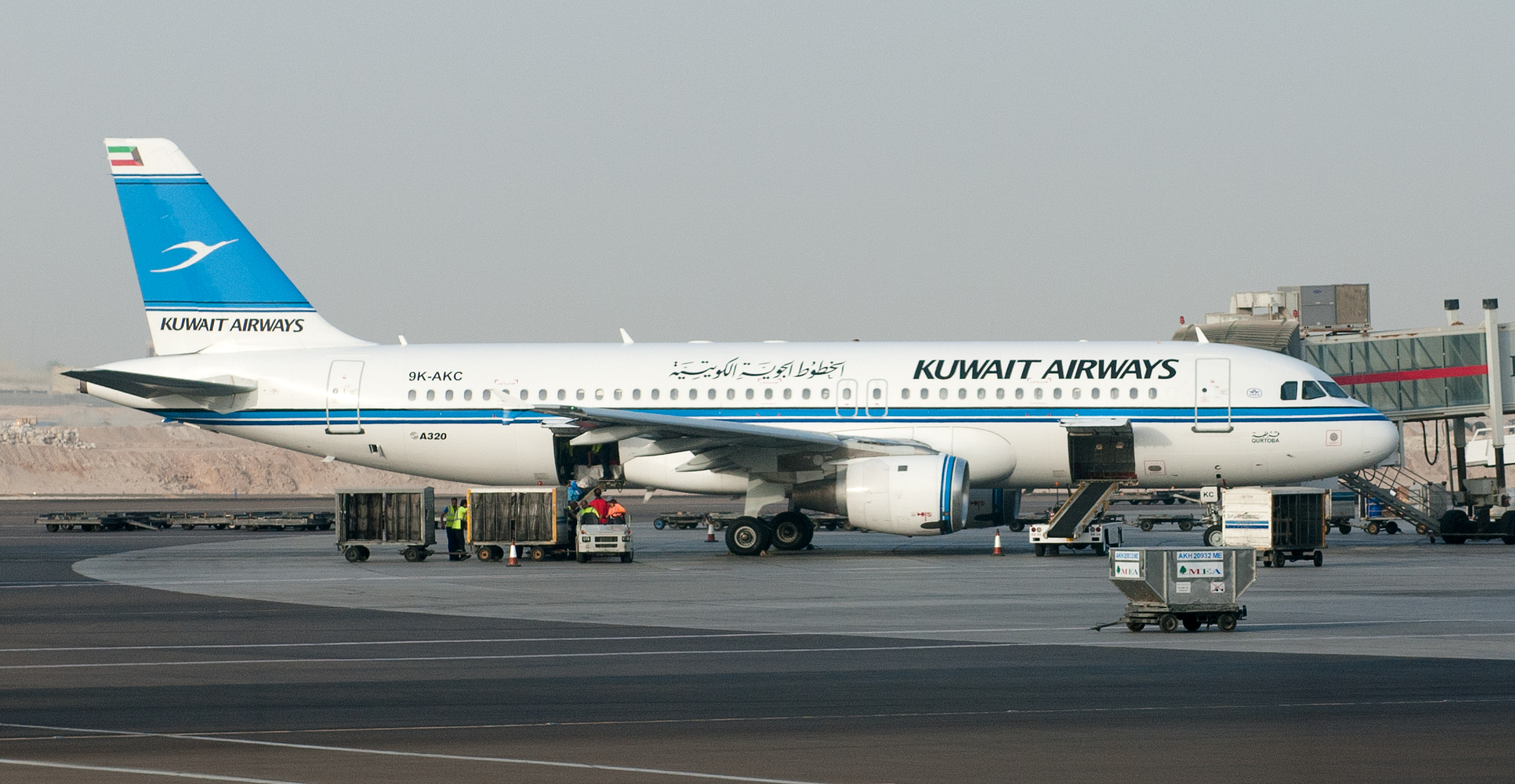
Airbus A320-212

الخطوط الجوية الكويتية هي شركة الطيران الكويتية، يقع مقرها الرئيسي في العاصمة الكويت، وتتخذ من مطار الكويت الدولي مركزاً لعملياتها، بلغ عدد موظفيها في مارس 2008 حوالي 3945 موظفاً يعملون في قطاعات مختلفة من إداريين، طيارين، مضيفين، قطاع خدمات التغذية، دائرة الصيانة، قطاع الاتصالات، الأمن، والمبيعات. تقدم الخطوط الجوية الكويتية خدماتها لـ39 وجهة في آسيا، أوروبا، أفريقيا وأمريكا الشمالية، تعد الخطوط الكويتية عضو في الاتحاد العربي للنقل الجوي.

## التاريخ

### التأسيس

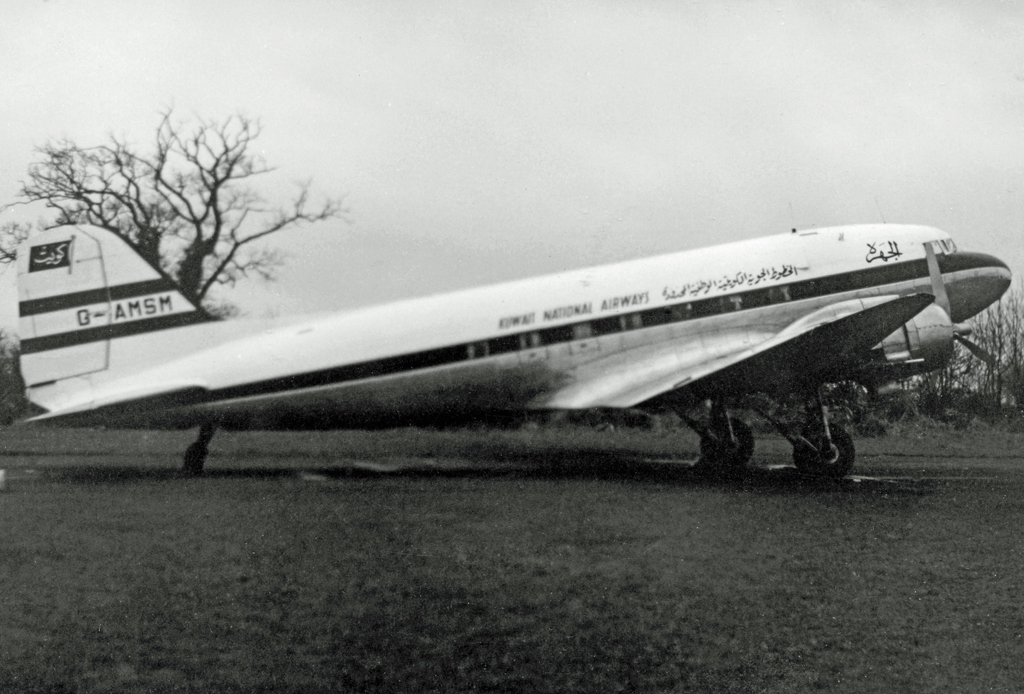
طائرة الخطوط الكويتية «الجهراء» من نوع دوغلاس دي سي-3

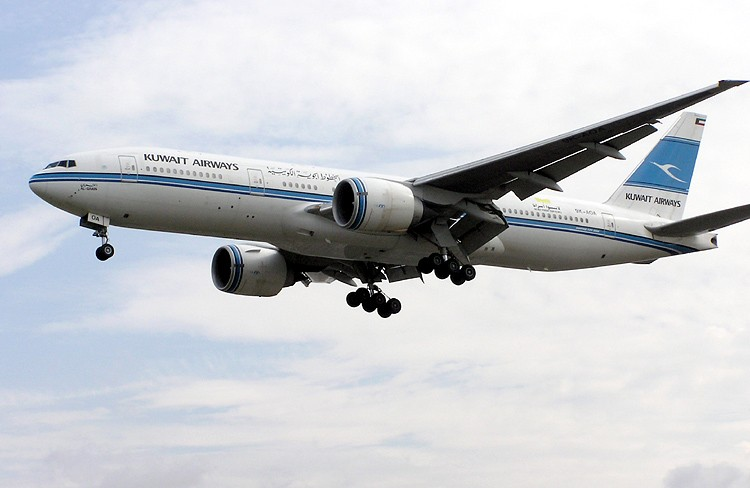
طائرة الخطوط الكويتية من طراز بوينغ 777 أثناء الهبوط

تأسست الخطوط الجوية الكويتية عام 1953  على يد مجموعة التجار الكويتيين تحت اسم «شركة الخطوط الجوية الكويتية الوطنية المحدودة» برأسمال يبلغ 2 مليون روبية خليجية ما يعادل 150 الف جنية استرليني، وقسم رأسمال الشركة على 20 الف سهم قيمة الواحد منها 100 روبية وباشرت الشركة نشاطها التجاري عام 1954م  وامتلكت في عامها الأول 3 طائرات وهم «كاظمة» و «وارة» و«الجهراء» جميعهم من نوع دوغلاس دي سي-3 وبلغت تكلفة شراء الطائرات الثلاث نحو 865,000 روبية  (ما يعادي 173,000 دولار أمريكي )
في مايو عام 1954 بدأت الشركة تسيير رحلات منتظمة إلى مدينة البصرة وبيروت، ثم أضيفت مدينة القدس إلي جدول الرحلات في يونيو ثم دمشق في يوليو وبعدها عبادان في ديسمبر من ذات العام، وقد بلغت ايرادات الشركة حتى أكتوبر من نفس العام نحو 700,000 روبية ( 140,000 دولار أمريكي) حققت منها ربحا صافيا بنحو 105,000 روبية (21,000 دولار أمريكي )

### تملك الحكومة الكويتية للشركة
بالرغم من التوسع الذي حققته الشركة في بداية نشاطها التجاري إلا انها واجهت في عام 1955 ضائقة مالية ادت لتدخل الحكومة الكويتية وشرائها لنسبة 50% من رأس مال الشركة مقابل 200 الف جنيه استرليني، ثم اشترت الحكومة نسبة 50% الباقية في وقت لاحق، وأصبحت الشركة منذ عام 1956 ملكاً للحكومة الكويتية بالكامل، فقامت بعد ذلك بتغيير اسمها إلى «مؤسسة الخطوط الجوية الكويتية».

### التوسع
مع بداية عام 1960 قامت الشركة بتوسيع شبكة خطوطها والقيام بشراء واستئجار بعض الطائرات القديمة، ففي عام 1962 قامت الخطوط الكويتية بإستئجار طائرة من طراز «كوميت سي-4» والتي كانت تعد أول طائرة نفاثة في العالم، وقامت أيضاً بتسيير أولى رحلاتها إلى العاصمة البريطانية لندن بمعدل ثلاث رحلات أسبوعياً، وقامت عام 1968 بشراء ثلاث طائرات جديدة من طراز بوينغ 707 النفاثة، وخلال عشرة سنوات بلغ عدد طائرات البوينغ 707 ضمن أسطول الشركة عشرة طائرات. في عام 1978 دخلت الخطوط الجوية الكويتية مرحلة جديدة في تاريخها عندما اشترت طائرتين من طراز بوينغ 747-200، وقامت بشراء الطائرة الثالثة في العام التالي، وهذا ما سهل لها التوسع أكثر في وجهاتها، فقامت بتسيير رحلات إلى نيويورك ومانيلا. واستمرت الشركة في توسيع أسطولها الجوي، فقامت بين عامي 1980 و1981 بشراء أربعة طائرات من طراز بوينغ 727، وفي العام التالي اشترت ثمان طائرات من طراز إيرباص إيه 300، وبحلول عام 1986 قامت الشركة بشراء ثلاثة طائرات من طراز بوينغ 767.

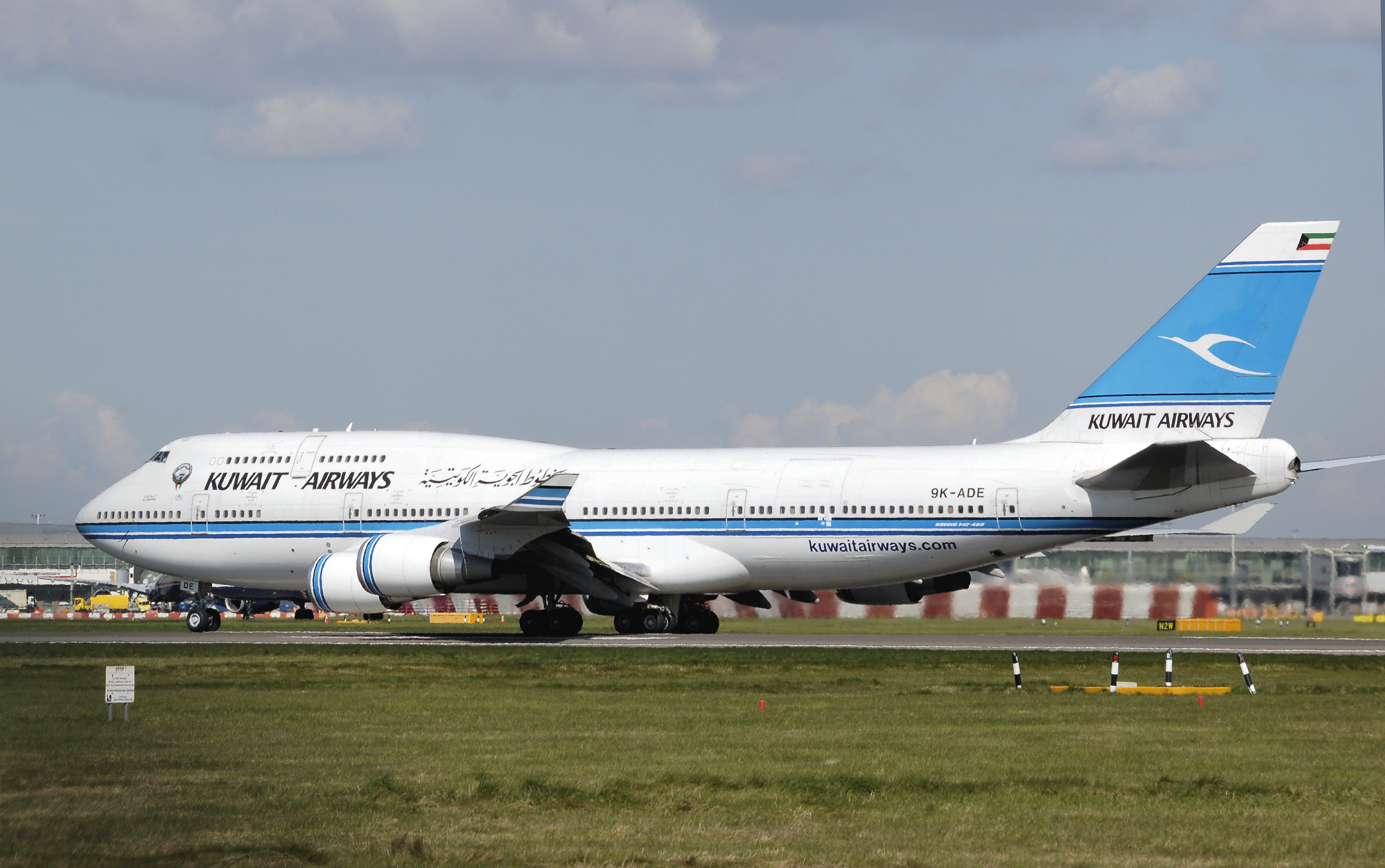
طائرة الخطوط الكويتية من طراز بوينغ 747 في مطار لندن هيثرو

### الاحتلال العراقي
مرحلة الغزو العراقي للكويت أسوأ المراحل التي مرت بها الشركة، إذ قامت القوات العراقية بتدمير مباني مطار الكويت الدولي وحوالي خمسة عشر طائرة من طائرات الشركة، فقامت الخطوط الكويتية بنقل مركز عملياتها إلى مطار البحرين الدولي طوال فترة الاحتلال. وبعد نهاية الحرب وانسحاب القوات العراقية من الكويت بدأت عملية بناء الشركة من جديد فقامت بالتعاقد على شراء طائرات نفاثة جديدة مثل طائرات بوينغ 777

### الخصخصة
في أكتوبر 2007 تم الإعلان عن خصخصة الشركة وتحويلها من مؤسسة إلى شركة مساهمة، وستكون ملكية الشركة بعد الخصخصة على النحو التالي؛ حصة 35% من الشركة ستباع في مزاد لمستثمرين محليين وأجانب، نسبة 40% إلى مواطنين كويتيين في طرح أولي عام، نسبة 20% للمؤسسات الخاصة الكويتية، بينما توزع نسبة 5% الباقية على موظفي الشركة.

## الوجهات
تقدم الخطوط الجوية الكويتية خدماتها إلى 46 وجهة في آسيا، أوروبا، أفريقيا وأمريكا الشمالية.

## الأسطول
يتضمن أسطول الخطوط الجوية الكويتية الطائرات التالية (اعتبارا من يوليو 2017م) ، ويبلغ متوسط أعمار الطائرات 20.6 سنة.
أسطول الخطوط الجوية الكويتية
| نوع الطائرة        | المجموع            | الطلبات | عدد الركاب (الدرجة الأولى/رجال الأعمال/الاقتصادية) | ملاحظات                                                                  |
| ------------------ | ------------------ | ------- | -------------------------------------------------- | ------------------------------------------------------------------------ |
| إيرباص إيه 300-600 | 5                  | -       | 232 (18/18/196)                                    | سيتم استبدالها بإيرباص إيه 330 خلال عام 2015 - خرجت عن الخدمه في سنة2019 |
| إيرباص إيه 310-300 | 3                  | -       | 198 (0/24/174)                                     | سيتم استبدالها بإيرباص إيه 320 خلال عام 2015 - خرجت عن الخدمه 2019       |
| إيرباص إيه 320-200 | 10                 | -       | 133 (0/16/117)                                     | متبقي طائرة وحده في الخدمة وسيتم اخراجها قريبا                           |
| إيرباص إيه 320neo  | -                  | 10      | ستحدد لاحقاً                                        | ستصل أول طائرة في 2019 - تم استلام جميع الطائرات                         |
| إيرباص إيه 330-200 | 5                  | -       |                                                    | ستصل الطائرات خلال 2015 - خرجت عن الخدمة في سنة 2024                     |
| إيرباص إيه 340-300 | 4                  | -       | 272 (18/24/230)                                    | خرجت عن الخدمة في سنة 2019                                               |
| إيرباص إيه 350-900 | -                  | 10      | ستحدد لاحقاً                                        | تم استبدالها بطائرات A330-800 A330-900                                   |
| بوينغ 747-400      | 1                  | -       |                                                    | خرجت عن الخدمة في سنة 2019                                               |
| بوينغ 777-200      | 2                  | -       | 273 (24/24/225)                                    | خرجت عن الخدمة في سنة 2019                                               |
| بوينغ 777-300      | 10                 |         |                                                    | وصلت اخر طائرة في يوليو 2017 - سيتم اخراجها عن الخدمة قريبا في سنة 2026  |
| ايرباص A330-800    | 4                  | -       | ستحدد لاحقا                                        |                                                                          |
| ايرباص A330-900    | 2                  | -       | ستحدد لاحقا                                        | تم استلام اول طائرة في سنة 2025 وهناك المزيد                             |
| ايرباص A321neo     | ستحدد لاحقا        | -       | ستحدد لاحقا                                        | قيد التخطيط                                                              |
| Cargo aircraft     | ستحدد لاحقا        | -       | ستحدد لاحقا                                        | قيد التخطيط                                                              |
| المجموع            | 18 طائرة في الخدمة | -       | -                                                  | -                                                                        |

### تحديث الاسطول
وقعت الخطوط الكويتية علي صفقة شراء 10 طائرات إيرباص إيه 350 مقابل 60 مليون دينار للطائرة الواحدة  و15 طائرة إيرباص إيه 320 نيو مقابل 15 مليون دينار كويتي للطائرة، بالإضافة إلي تأجير 12 طائرة جديدة من ايرباص لمدة 8 سنوات، وسيتم تسليم الطائرات خلال الفترة من 2014 الي 2015، بينما تبدأ استلام الطائرات الجديدة في بداية 2019 إلي 2022 واجمالي الصفقة وفقا للخطوط الكويتية يبقي سريًا، إلا أن مصادر صحفية توقعت أن تكون التكلفة الاجمالية لشراء 25 طائرة جديدة و 12 طائرة مستأجرة تجاوز المليار دينار كويتي ، وكانت قد أثيرت اتهامات بأن صفقة الكويتية قد تم فيها دفع رشاوي وعمولات، إلا أن لجنة التحقيق المشكلة من مجلس الامة الكويتي أكدت على أن صفقة طائرات «الكويتية» سليمة بعد تحقيقات أجرتها اللجنة، كما أن ايرباص من جانبها قد أكدَت أن الكويتية حصلت علي أفضل الأسعار ، وتم تعديل الصفقة وشراء طائرات ايرباص 330/800نيو
وتقليل عدد ايرباص 350. 

## اتفاقيات الرمز المشترك
عقدت الخطوط الجوية الكويتية اتفاقيات عديدة للرمز المشترك وهذه الشركات هي:
- طيران الاتحاد.
- الخطوط الجوية الإثيوبية.
- الخطوط الجوية السنغافورية.
- الخطوط الجوية العربية السعودية.
- الخطوط الجوية الدولية الأوكرانية.

## الشركات التابعة
- شركة الأنظمـــــة الآلية (ASC)
- الشركة الكويتية لخدمات الطيران (KASCO)
- شركة الافكو لتمويل شراء وتأجير الطائرات (ALAFCO)

## وصلات خارجية
- الموقع الرسمي للشركة
- تفاصيل أسطول الخطوط الجوية الكويتية